# Elefantenpass
Der Elefantenpass (Englisch: Elephant Pass, Tamil: ஆனையிறவு Āṉaiyiṟavu [ˈaːnɛi̯jirəʋɯ], Singhalesisch: අලිමංකඩ Alimaṅkaḍa [ˈalimaŋkəɖə]) ist die Verbindung zwischen der Jaffna-Halbinsel und der Vanni-Region im Norden Sri Lankas. Die wichtigsten Verkehrsverbindungen nach Jaffna, der Hauptstadt der Nordprovinz, führen über den Elefantenpass. Während des Bürgerkriegs in Sri Lanka (1983–2009) war der Elefantenpass wegen seiner strategischen Bedeutung mehrfach umkämpft.

## Geografie

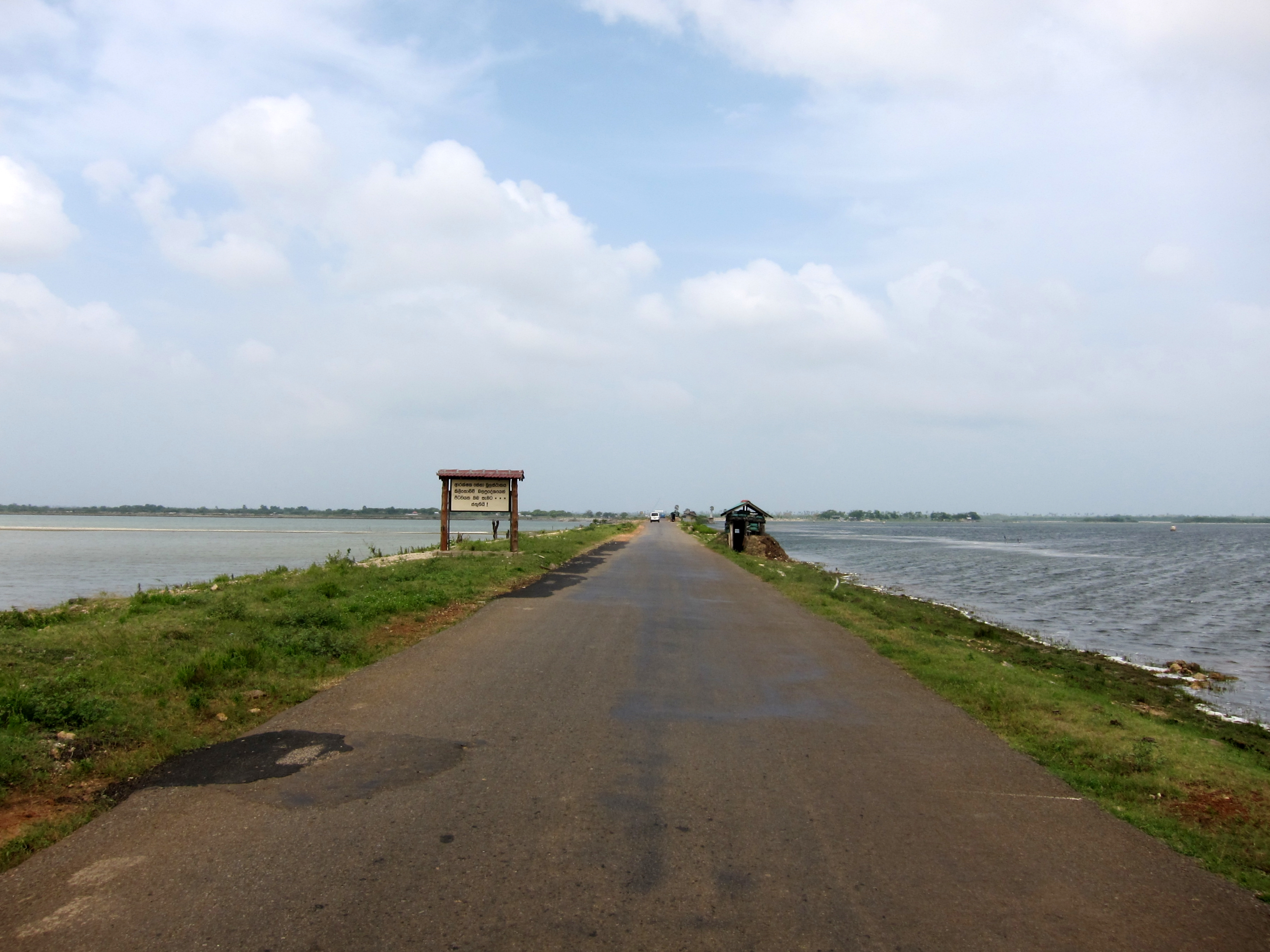
Passage des Elefantenpasses

Der Elefantenpass liegt im Norden Sri Lankas zwischen der Jaffna-Halbinsel und der Hauptinsel. Er trennt die Lagune von Jaffna im Westen von der Chundikkulam-Lagune im Osten. Ursprünglich bildeten die beiden Lagunen eine einheitliche Wasserfläche, die am Elefantenpass mit rund 1000 Metern ihre schmalste Stelle erreichte. Hier war das Wasser so flach, dass es vor dem Bau der Straßenverbindung mit Elefanten durchfurtet werden konnte. Dieser Tatsache verdankt der Elefantenpass seinen Namen.
Heute führt ein künstlich aufgeschütteter Damm über den Elefantenpass. Die Fernstraße A9 nach Jaffna passiert diese Stelle. Bis zur Fertigstellung der weiter westlich gelegenen Sangupiddy-Brücke im Jahr 2011 bildete der Elefantenpass den einzigen Zugang zur Jaffna-Halbinsel. Auch die Eisenbahnstrecke nach Jaffna führt über den Elefantenpass. Nach einer kriegsbedingten Unterbrechung von 14 Jahren ist die Bahnstrecke seit 2014 wieder in Betrieb.
Der Elefantenpass ist 54 Kilometer von Jaffna und 20 Kilometer von Kilinochchi entfernt. Verwaltungsmäßig gehört er zum Distrikt Kilinochchi der Nordprovinz.

## Geschichte

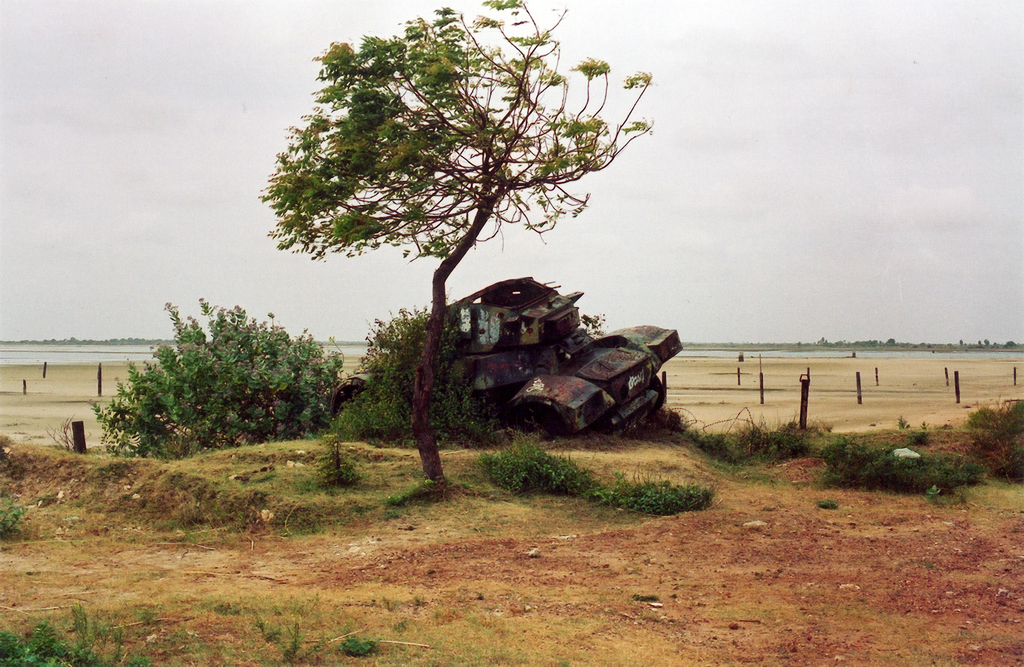
Zerstörter Panzer am Elefantenpass (2006)

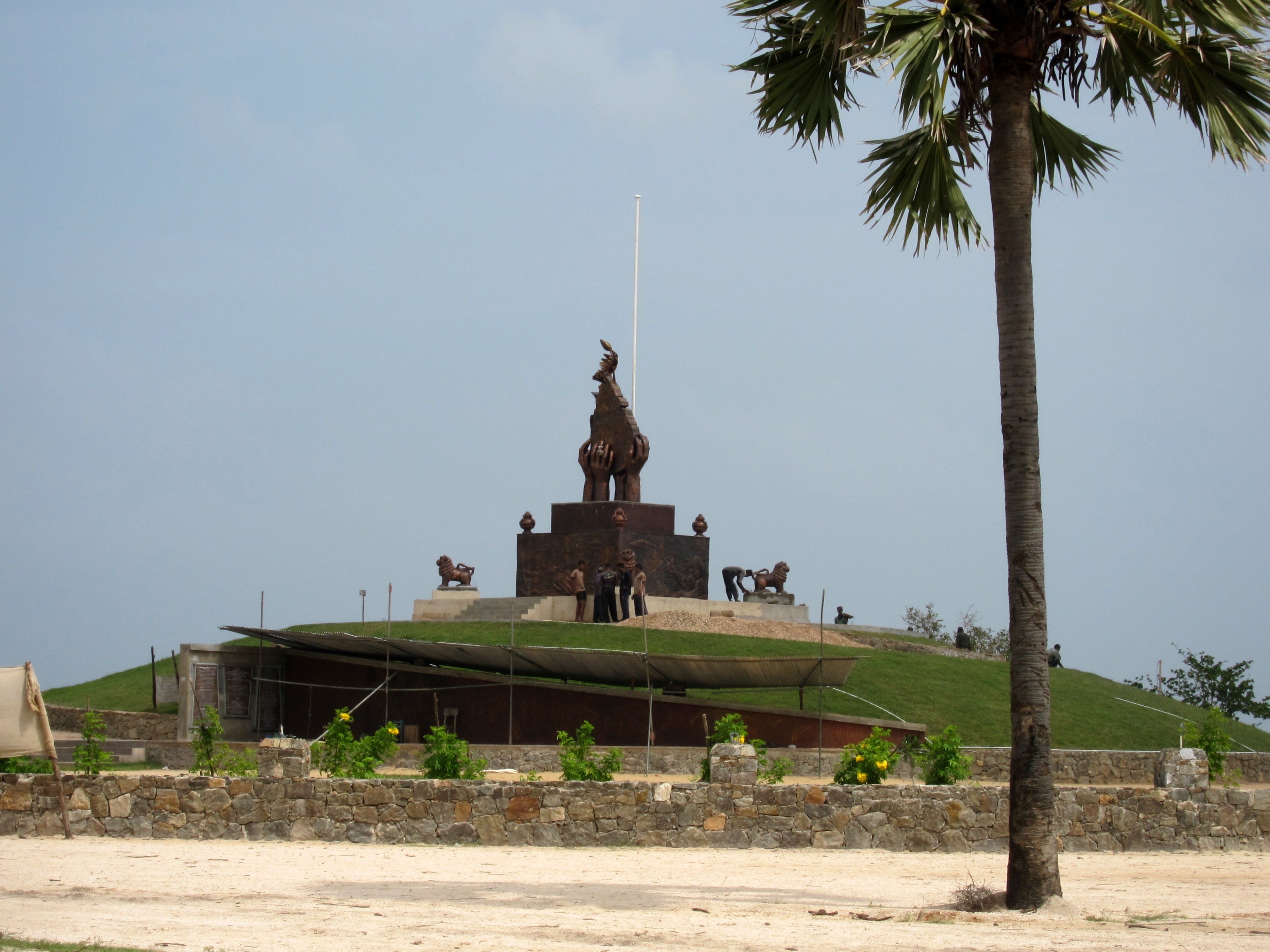
Kriegsdenkmal am Elefantenpass

1776 bauten die Niederländer, die damals über Sri Lanka herrschten, ein Fort an der Nordseite des Elefantenpasses. Das Fort wurde später in eine Pension umgewandelt und im Bürgerkrieg zerstört. Nach der Unabhängigkeit richtete die Armee einen Stützpunkt am Elefantenpass ein, um den Holzschmuggel zu kontrollieren.
Während des Bürgerkriegs in Sri Lanka (1983–2009) war der Elefantenpass wegen seiner strategischen Bedeutung mehrfach umkämpft. Im Juli–August 1991 scheiterten die Rebellen der Liberation Tigers of Tamil Eelam (LTTE) beim Versuch, den von der sri-lankischen Armee gehaltenen Elefantenpass einzunehmen. Die Armee baute den Elefantenpass zu einem Stützpunkt aus, der zeitweise eine ganze Division beherbergte, und nutzte ihn als Sprungbrett für ihre Operationen auf der Jaffna-Halbinsel, die schließlich im Dezember 1995 in der Eroberung Jaffnas mündeten. In den folgenden Jahren gelang es der LTTE aber, die Vanni-Region unter ihre Kontrolle zu bringen. Am 21./22. April 2000 nahmen die Rebellen schließlich den Elefantenpass ein und schnitten Jaffna damit vom Rest der Insel ab. Erst in der Endphase des Bürgerkriegs wurde der Elefantenpass am 9. Januar 2009 wieder von den Regierungstruppen zurückerobert.
Nach Ende des Bürgerkriegs wurde am Elefantenpass 2010 ein monumentales Denkmal für die im Krieg gefallenen Soldaten der Regierungstruppen errichtet.